# ۱۴ (پیش از میلاد)
۱۴ (پیش از میلاد) ۱۴مین سال قبل از تقویم میلادی است.